# لير سوختة لوداب (لوداب)
لير سوختة لوداب (بالفارسية: لیرسوخته لوداب) هي قرية تقع في إيران في قسم لوداب الريفي. يقدر عدد سكانها بـ 30 نسمة بحسب إحصاء 2016.